# 桂枝揚
桂枝揚（1531年—1562年），字孟遠，號肖山，江西九江府德安縣人，民籍，明朝政治人物。

## 生平
少年聰穎，號稱神童，事嫡母盡孝。嘉靖三十一年（1552年）壬子科江西鄉試第二十一名舉人，三十八年（1559年）中式己未科會試第七十名，二甲第四十一名進士。授吏部驗封司主事，卒於官。

## 家族
曾祖桂瑄，縣丞；祖父桂廷璧，字德光；祖母熊氏；父桂樞，監生。嫡母孫氏；生母余氏。具慶下。弟桂枝振、桂枝拱、桂枝揮、桂枝挺。妻曾氏，德安人曾文輔之女。桂枝扬三十二岁卒于官，无嗣。宦橐萧然，曾氏支持扶榇而归，营葬完毕，抚养侄子鲁瞻，立志守节，屡奉抚按表扬，给赐粟帛，享年九十而殁。